# 거제군 (1958년 선거구)
거제군은 대한민국의 옛 국회의원 선거구이다. 당시 경상남도 거제군 지역을 관할했다.

## 역사
1953년 1월, 통영군 을 선거구에 해당하는 지역들이 거제군으로 분리되었다. 하지만 제3대 국회의원 선거에서는 통영군 을 이라는 선거구명으로 선거가 치러졌으며 제4대 국회의원 선거를 앞두고 통영군 을 선거구가 거제군 선거구로 개편되면서 신설되었다.
제9대 국회의원 선거를 앞두고 충무시·통영군 선거구, 고성군 선거구와 통합되어 충무시·통영군·거제군·고성군 선거구를 이루게 됨에 따라 폐지되었다.

## 역대 국회의원
| 선거   | 정당 | 정당       | 의원   |
| ------ | ---- | ---------- | ------ |
| 1958년 |      | 자유당     | 진석중 |
| 1960년 |      | 민주당     | 윤병한 |
| 1963년 |      | 민주공화당 | 김주인 |
| 1967년 |      | 민주공화당 | 김주인 |
| 1971년 |      | 민주공화당 | 이학만 |

## 역대 선거 결과

### 대한민국 제4대 국회의원 선거
|  | 45.00% |

|  | 29.46% |

|  | 25.53% |

### 대한민국 제5대 국회의원 선거
|  | 23.29% |

|  | 14.49% |

|  | 14.23% |

|  | 12.56% |

|  | 7.34% |

|  | 5.98% |

|  | 5.46% |

|  | 5.12% |

|  | 4.51% |

|  | 4.08% |

|  | 2.90% |

|  | 0% |

### 대한민국 제6대 국회의원 선거
|  | 41.76% |

|  | 38.52% |

|  | 17.97% |

|  | 1.73% |

### 대한민국 제7대 국회의원 선거
|  | 61.01% |

|  | 37.93% |

|  | 0.78% |

|  | 0.26% |

### 대한민국 제8대 국회의원 선거
|  | 96.96% |

|  | 1.74% |

|  | 0.85% |

|  | 0.43% |